# Cuphea xanthopetala
Cuphea xanthopetala är en fackelblomsväxtart som beskrevs av S. A. Graham och T. B. Cavalcanti. Cuphea xanthopetala ingår i släktet blossblommor, och familjen fackelblomsväxter. Inga underarter finns listade i Catalogue of Life.

## Bildgalleri

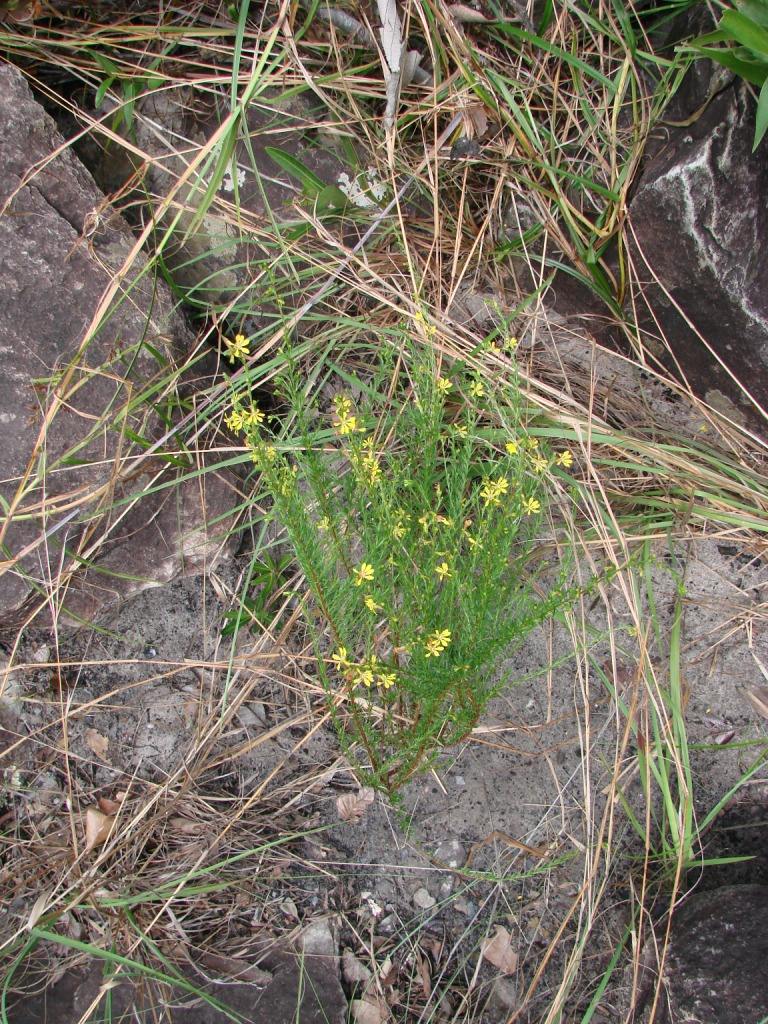
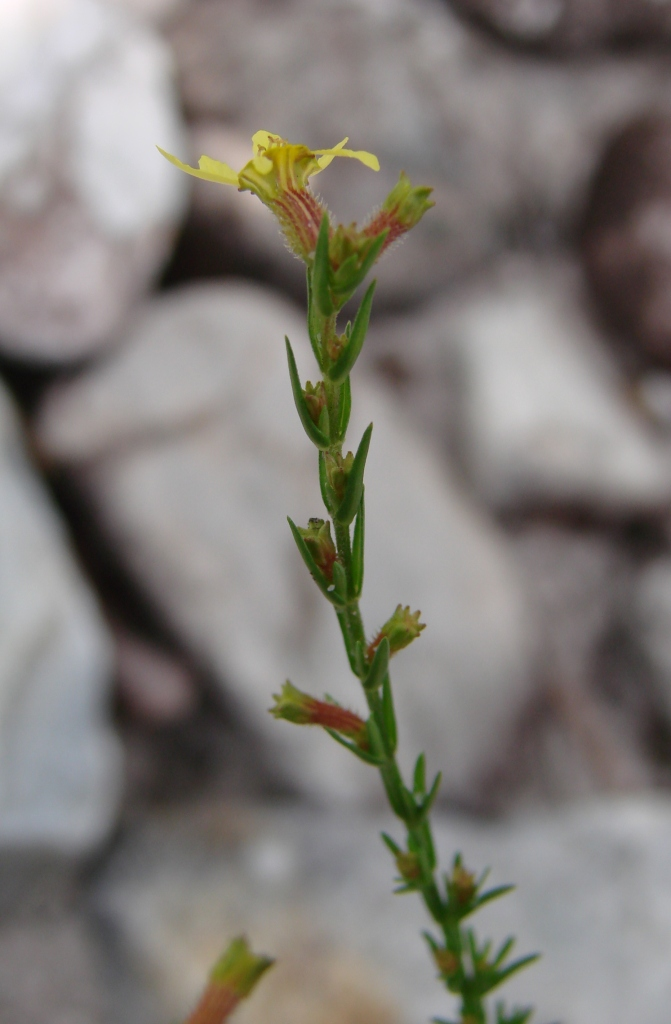
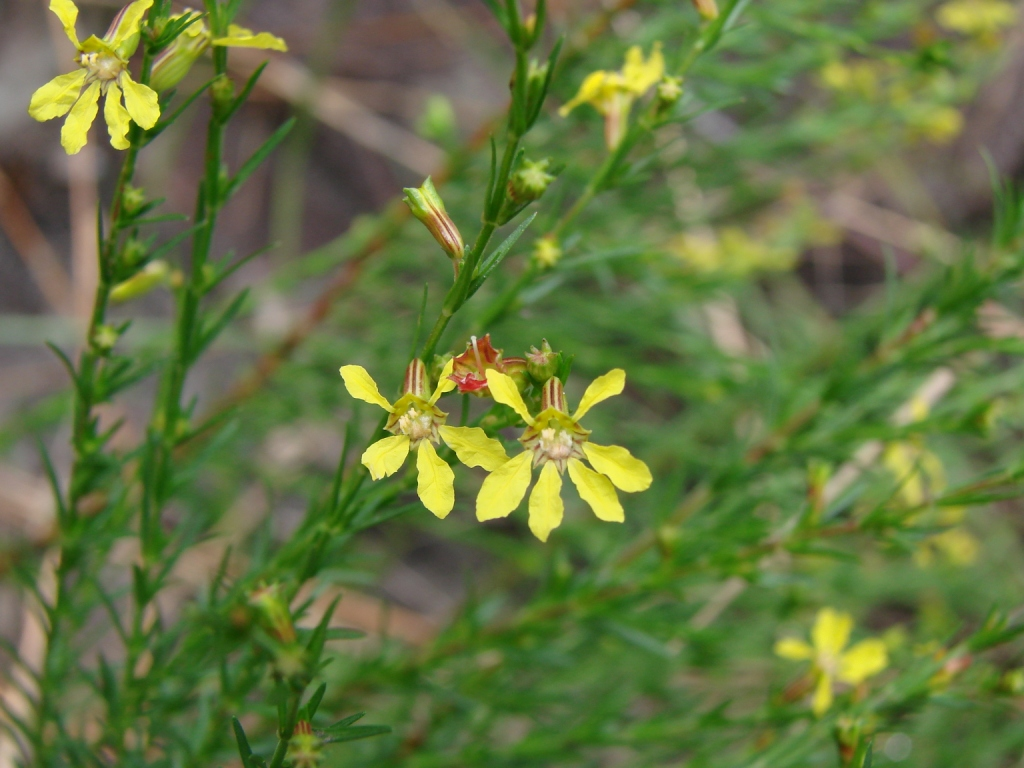